# Cottonwood-Verde Village
Cottonwood-Verde Village is een plaats (census-designated place) in de Amerikaanse staat Arizona, en valt bestuurlijk gezien onder Yavapai County.

## Demografie
Bij de volkstelling in 2000 werd het aantal inwoners vastgesteld op 10.610.

## Geografie
Volgens het United States Census Bureau beslaat de plaats een oppervlakte van
22,7 km², geheel bestaande uit land.

## Plaatsen in de nabije omgeving
De onderstaande figuur toont nabijgelegen plaatsen in een straal van 24 km rond Cottonwood-Verde Village.